# Abell 1689
Abell 1689 — скопление галактик в созвездии Девы. Это одно из самых больших и самое массивное из известных скоплений галактик, является гравитационной линзой, искажая свет галактик, находящихся за ним. Само скопление расположено на расстоянии 2,459 миллиарда световых лет (654 мегапарсек) от Земли.
Скопление включает 160 000 шаровых скоплений, это самая большая популяция из когда-либо найденных.
Есть доказательства слияния[чего?] и газа c температурой, превышающей 100 миллионов градусов. Чрезвычайно большая масса этого скопления делает его полезным для изучения тёмной материи и гравитационного линзирования.
Одна из гравитационно-линзированных галактик, A1689-zD1, на момент открытия в феврале 2008 года была самой удалённой из наблюдаемых.

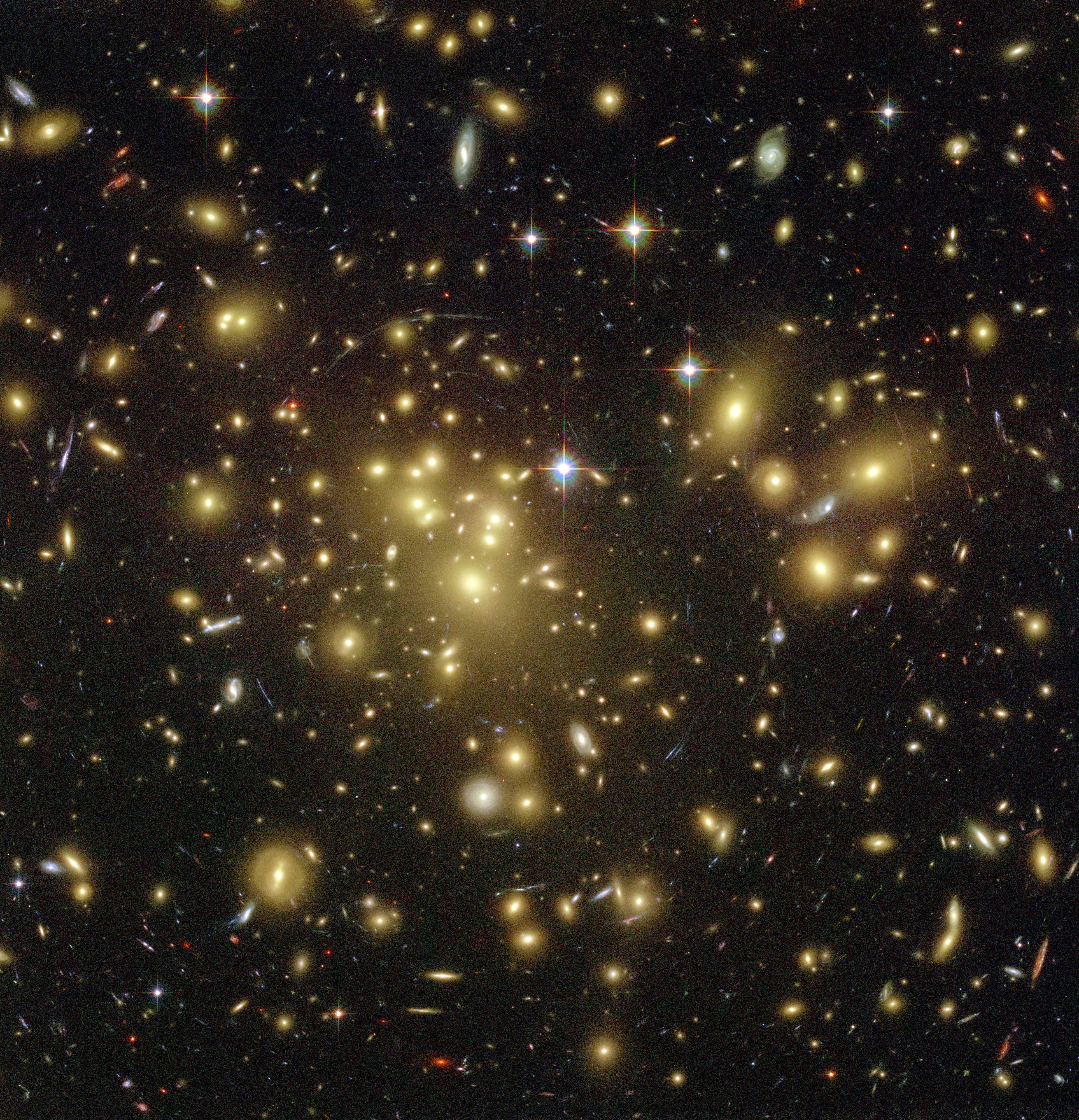
Жёлтые галактики принадлежат скоплению. Красные и голубые — гравитационно-линзированные позади него.
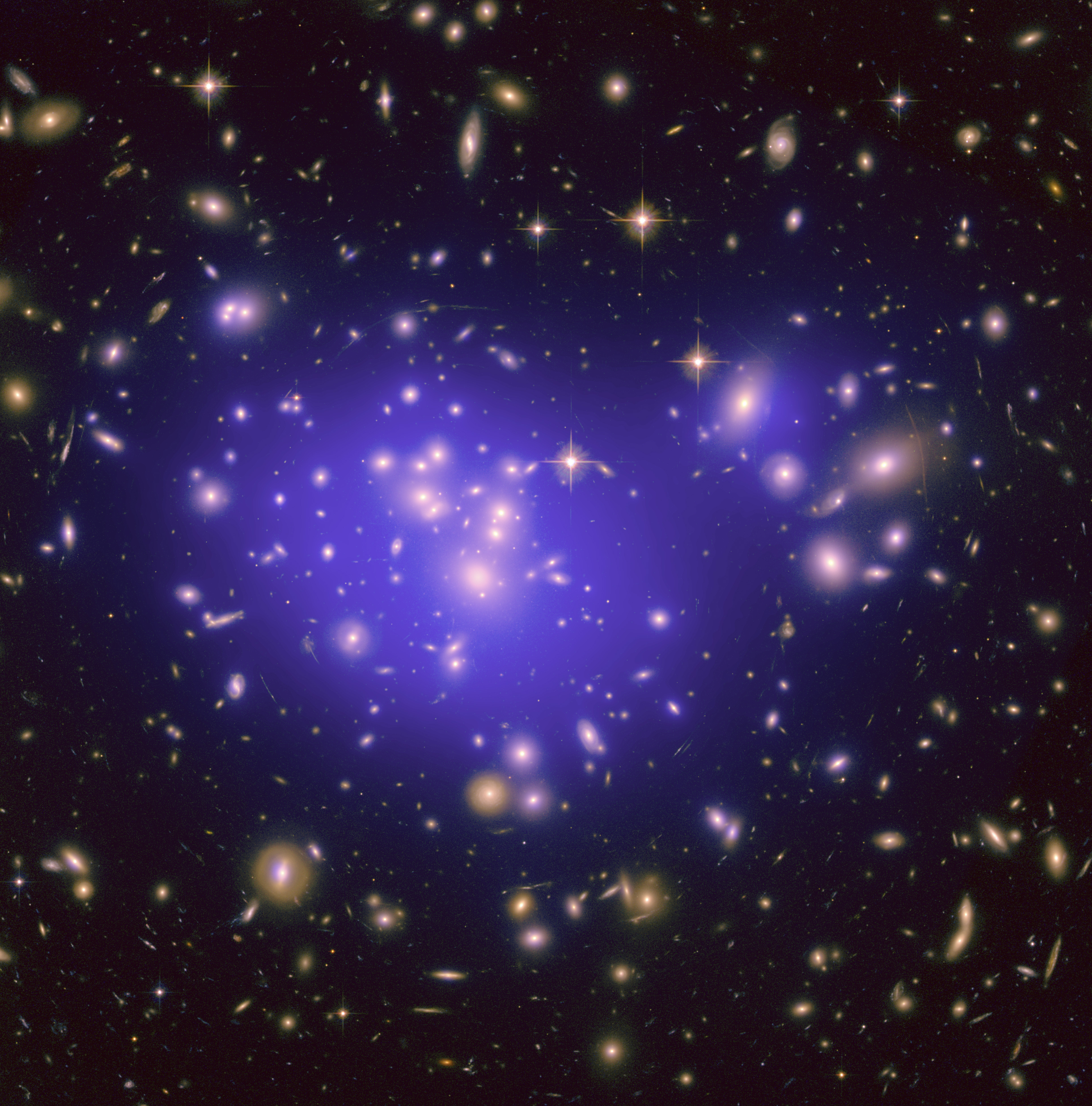
Карта масс Abell 1689.
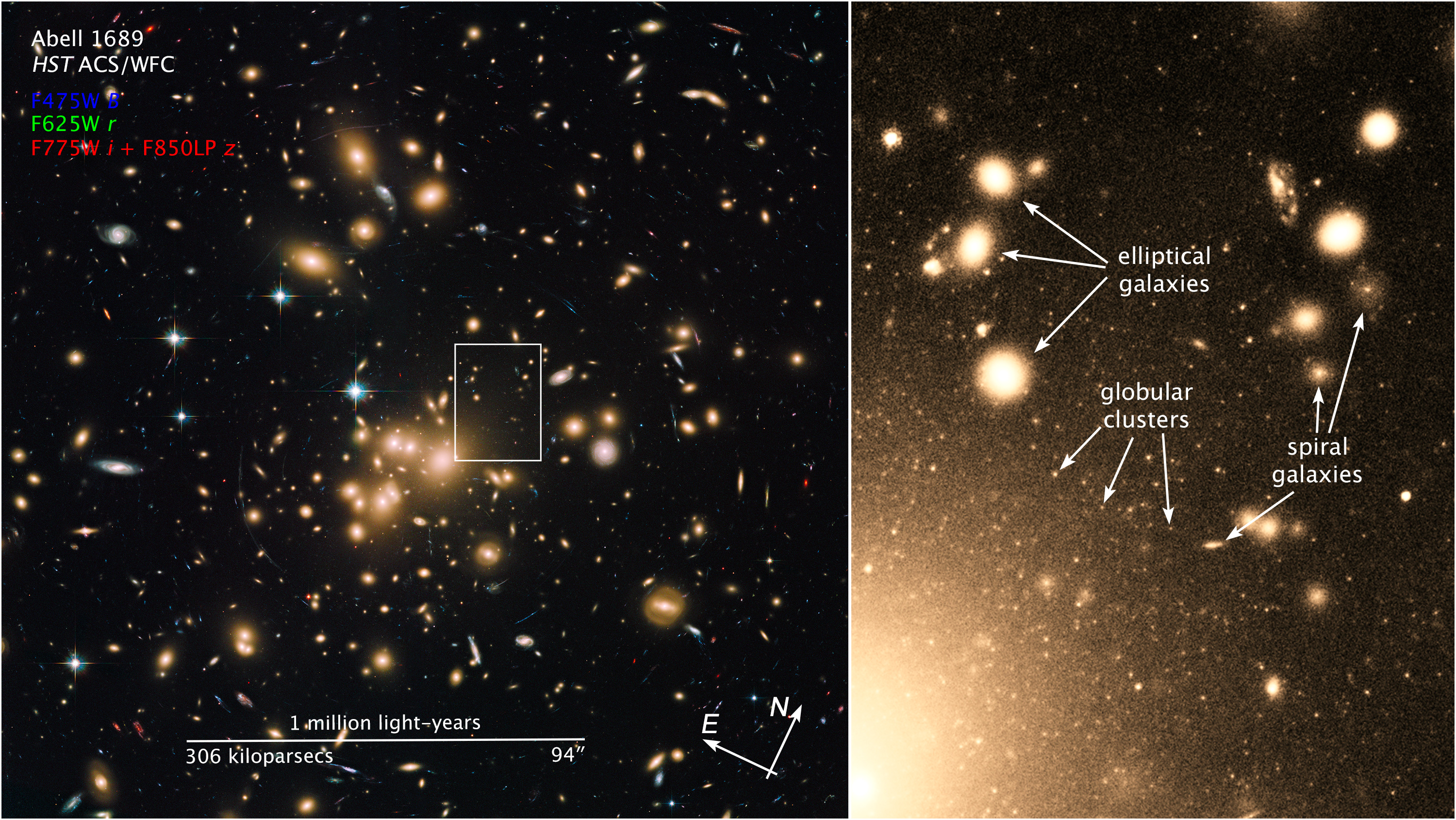
Шаровые скопления в Abell 1689.